# Le Champ-près-Froges
Le Champ-près-Froges – miejscowość i gmina we Francji, w regionie Owernia-Rodan-Alpy, w departamencie Isère.
Według danych na rok 1990 gminę zamieszkiwało 1008 osób, a gęstość zaludnienia wynosiła 209 osób/km² (wśród 2880 gmin regionu Rodan-Alpy Le Champ-près-Froges plasuje się na 777. miejscu pod względem liczby ludności, natomiast pod względem powierzchni na miejscu 1528.).